# 대곡고등학교 (대구)
대곡고등학교(大谷高等學校)는 대한민국 대구광역시 달서구 도원동에 있는 공립 고등학교이다.

## 학교 연혁
- 2001년 4월 12일 : 대곡고등학교 설립인가 (36학급, 남녀 공학)
- 2003년 2월 1일 : 교사 완공
- 2003년 3월 1일 : 초대 장동만 교장 취임
- 2003년 3월 4일 : 제1회 입학식(15학급 533명 남 288명, 여 245명)
- 2006년 2월 9일 : 제1회 졸업식(14학급 512명 남 277명, 여 235명)
- 2006년 9월 7일 : 학교 도서관(立志館) 개관
- 2013년 3월 1일 : 시교육청지정 경제교육 연구학교 운영(~2014.02)
- 2019년 9월 1일 : 제9대 장정묵 교장 취임
- 2020년 2월 5일 : 제15회 졸업식(10학급 310명 남 156명, 여 154명, 누계 6,293명 졸업)
- 2020년 3월 2일 : 제18회 입학(9학급 247명 남 109명, 여 138명)

## 참고 자료
- 대곡고등학교 - 한국교육학술정보원 학교알리미